# Estádio Algarve
O Estádio Algarve, situado na fronteira dos concelhos de Faro e de Loulé, foi construído para o Campeonato Europeu de Futebol, o "Euro 2004", e tem uma capacidade total para 30 305 espectadores, sendo que desde 2023, apenas 22 000 lugares são disponibilizados para os jogos de futebol devido a questões de segurança.
O Sporting Clube Farense e o Louletano Desportos Clube são os clubes residentes, sendo que atualmente nenhuma das duas o utiliza regularmente como "casa". Nas épocas 2006/07 e 2010/11, também o Portimonense fez daqui a sua casa até que as obras no Estádio Municipal de Portimão estivessem concluídas, e em 2013/14 foi a vez do Olhanense que devido ao mau estado do relvado do Estádio José Arcanjo se viu obrigado a jogar aqui os jogos caseiros da sua equipa.
Tendo sido inaugurado a 23 de Novembro de 2003, teve o seu primeiro jogo oficial a 1 de Janeiro de 2004 e opôs em jogo amigável as equipas do SC Farense e do Louletano DC.
A autoria do projeto é da empresa australiana HOK S+V+E, a mesma que projetou o Estádio Olímpico de Sydney na Austrália e o novo estádio da Luz em Portugal.

## Custos Financeiros Para o Erário Público
O Estádio Algarve, tem um custo diário de cerca de 10 mil euros, que são suportados pelas Câmaras Municipais de Loulé e Faro, que perfaz cerca de 3,6 milhões de euros por ano. Este custo representa o pagamento de amortizações, juros, funcionamento e manutenção do estádio que anualmente totaliza um investimento total na ordem dos três milhões de euros pagos unicamente pelas Câmaras de Loulé e Faro. Segundo fontes do jornal Expresso a situação é de tal forma "pesada" e as receitas tão diminutas perante os custos que o futuro do estádio é cada vez mais discutido. É referido também que apesar de até ao momento a Associação de Municípios Faro/Loulé e a direção do Parque das Cidades estarem a disponibilizar o estádio e as áreas contíguas para a realização de grandes eventos, o número de eventos não consegue dar o alívio financeiro desejado.
As autarquias de Loulé e Faro contraíram, em 2002, um empréstimo de 17 milhões de euros, por um prazo de 20 anos, para financiar a construção do Estádio Algarve e infraestruturas conexas para receber jogos. A empresa municipal que gere o estádio teve um prejuízo de 939 mil euros em 2007 e deverá fechar o ano de 2013 com um saldo negativo de 605 mil euros. Segundo fontes ouvidas pela Agência Lusa é totalmente certo que as receitas suplementarão os custos, aquando da maturidade do empréstimo que será em 2022.
Até ao momento, os dois municípios já transferiram cerca de 40,6 milhões de euros para a empresa municipal que gere o estádio. Em 2007, a despesa total ascendeu a 3,9 milhões de euros, mais 500 mil euros do que em 2006. De acordo com documentação fornecida pelo presidente da câmara de Faro, José Apolinário, o custo final da obra atingiu os 38 milhões de euros. Já de acordo com uma auditoria realizada pelo Tribunal de Contas, só o estádio custou 46,1 milhões de euros aos contribuintes, mas globalmente, as obras representaram um investimento de 66,3 milhões de euros.

## Eventos Desportivos

### Campeonato Europeu de Futebol de 2004
O primeiro grande evento foi a 18 de Fevereiro 2004 aquando do jogo de preparação da seleção nacional para o Euro contra a Inglaterra. 
O Estádio foi o palco da UEFA Euro 2004 e acolheu 2 jogos do Grupo A e 1 dos quartas-de-final.
| Data          | Resultados | Resultados  | Resultados    | Ronda            | Espectadores |
| ------------- | ---------- | ----------- | ------------- | ---------------- | ------------ |
| 12 Junho 2004 | Espanha    | 1–0         | Rússia        | Grupo A          | 28 182       |
| 20 Junho 2004 | Rússia     | 2–1         | Grécia        | Grupo A          | 24 347       |
| 26 Junho 2004 | Suécia     | 0–0 (4–5 p) | Países Baixos | Quartas de Final | 27 762       |

### Outros Eventos
A 12 de Julho de 2004, teve lugar o All Stars Game onde jogaram algumas das grandes estrelas mundiais do futebol (e não só), num evento organizado por Luís Figo de apoio às crianças mais desfavorecidas. A 2 de Julho de 2005 repetir-se-ia o mesmo evento.
A 4 de Agosto de 2004 o teve lugar o encontro de preparação para o Torneio Olímpico de Futebol entre as seleções de Portugal e do Paraguai.
A 15 de Março de 2005 realizou-se o XII Mundialito de Futebol Feminino. Disputaram-se os jogos relativos ao 3º e 4º lugar e a grande final do torneio.
A 24 de Abril de 2005 recebeu o jogo referente à 30º jornada, entre o Estoril e o Benfica, a contar para o Campeonato Nacional da Superliga.
A 12 de Junho de 2005, foi palco do Algarve Summer Festival, por onde passaram artistas como Lenny Kravitz, Ivete Sangalo, Da Weasel e Orishas.
A 30 de Julho de 2005 jogou-se a final do Torneio Internacional de Futebol do Guadiana entre o Vitória de Setúbal e o Sporting Clube de Portugal, bem como o jogo para atribuição do 3º e 4º lugar entre o Real Betis Balompié e o Middlesbrough Football Club.
A 13 de Agosto de 2005 acolheu o jogo da Supertaça Cândido de Oliveira entre o vencedor do Campeonato (Benfica) e o vencedor da Taça de Portugal (Vitória de Setúbal).
No dia 3 de Setembro de 2005 recebeu o jogo de qualificação para o Mundial de Futebol de 2006 entre as seleções principais de Portugal e do Luxemburgo, numa organização da Federação Portuguesa de Futebol.
Entre os dias 13 e 15 de Março de 2006, realizou-se o XIII Mundialito de Futebol Feminino, e foram disputados no Estádio Algarve os jogos entre os EUA e França, Alemanha e Noruega, 3º e 4º lugar e a final do torneio. O Estádio Algarve voltou a acolher nos dias 7 e 9 de Março de 2007, 4 jogos do XIV Mundialito de Futebol Feminino.
A 18 de Março de 2006 recebeu a última etapa do PT Rally de Portugal 2006 nas suas imediações, e a consequente cerimónia de entrega de prémios.
No verão de 2006, o Estádio Algarve afirma-se como o principal palco de espetáculos do Algarve, recebendo a segunda edição do "Algarve Summer Festival" nos dias 17 e 18 de Junho, por onde passaram artistas como Black Eyed Peas, James Blunt, Melanie C, Rui Veloso e Boss AC. A 28 de Julho, no "Algarve Rocks" tocaram Simple Minds, Sean Paul e Pitty.
A época de 2006/07 traria mais uma equipa para fazer do estádio a sua casa, o Portimonense SC, ainda que provisoriamente.
Assim sendo, Farense, Louletano e Portimonense partilharam o Estádio Algarve sendo a casa de 3 das principais equipas algarvias durante essa época, fazendo assim jus ao seu nome.
Em 2007 o Vodafone Rally de Portugal, prova a contar para o mundial de ralis (WRC), faz do Estádio Algarve o ex-libris da prova transformando-o em autódromo e sediando aqui definitivamente toda a comitiva do rali. Foi retirado todo o relvado, sendo este substituído por uma pista automobilística, onde se realizaram nos dias 29 de Março e 1 de Abril duas etapas (Super Especiais) da prova perante uma assistência de 30 mil espectadores. Após o evento, a organização e patrocinadores instalaram um novo relvado, amovível, para que o estádio seja ainda mais versátil.
A 22 de Março de 2008 recebeu a final da estreante Taça da Liga (Carlsberg Cup).
A 11 de Fevereiro de 2009 a Seleção Nacional de Futebol recebeu a Finlândia em jogo de preparação.
O ano de 2009 trará volta a final da Taça da Liga (Carlsberg Cup) a 21 de Março. Segundo Hermínio Loureiro da LPFP, "o êxito da edição de 2008 e o forte empenho das autoridades regionais foram decisivos para que a Liga Portuguesa de Futebol Profissional decidisse voltar a realizar a final da Taça da Liga no Estádio Algarve".
Regressa também o Vodafone Rally de Portugal, de 2 a 5 de Abril de 2009, "com super-especiais, a iniciar e a fechar a parte competitiva do rali, em dois momentos que prometem elevados níveis de espetáculo".
No dia 10 de Agosto de 2011, a Seleção Portuguesa recebeu o Luxemburgo num particular de preparação para a fase final de apuramento para o Euro 2012.
A 14 de Agosto de 2013, é batido o recorde de assistência do Estádio Algarve, no jogo particular de preparação para o Mundial 2014 entre Portugal e Holanda.
No dia 14 de Novembro de 2014, este estádio recebe o jogo entre as seleções de Portugal e da Arménia, a contar para a fase de qualificação do Campeonato Europeu de Futebol de 2016.
No dia 9 de Agosto de 2015, realizou-se neste estádio a edição da Supertaça Cândido de Oliveira de 2015, num jogo entre Sporting e Benfica.
Este estádio é também utilizado pela Seleção de Gibraltar de Futebol para os seus jogos em casa em competições da FIFA e da UEFA, assim como pelas equipas gibraltinas nos seus jogos em casa da Liga dos Campeões da UEFA] e da Liga Europa. Isto acontece porque o único estádio existente em Gibraltar não cumpre os requisitos mínimos para esses jogos.
A meia final e a final (final four) da Taça da Liga de 2017 foi aqui disputada.